# Micrathyria pseudeximia
Micrathyria pseudeximia là loài chuồn chuồn trong họ Libellulidae. Loài này được Westfall miêu tả khoa học đầu tiên năm 1992.